# Marne River
Der Marne River ist ein Fluss im Osten des australischen Bundesstaates South Australia. Er ist benannt nach dem französischen Fluss Marne.

## Flusslauf
Er entspringt an den Osthängen den Mount Lofty Ranges zwischen Eden Valley und Springton. Von dort setzt der Fluss seinen Lauf durch Cambrai fort und mündet bei Wongulla in den Murray River.

## Namensherkunft
Bis 1917 hieß der Fluss Rhine River South (Südlicher Rhein). Auf Grund der Stimmung gegen Deutschland als Folge des Ersten Weltkrieges wurde er aber in Marne River nach dem französischen Fluss Marne, an dem wichtige Schlachten des Ersten Weltkrieges stattfanden, umbenannt.

## Geschichte
In der Zeit vor der europäischen Besiedelung nutzten die Ngarrindjeri, ein Aborigines-Stamm, das Tal des Marne River als Weg vom Murray River in die Hügel, um dort mit Peramangk, einem anderen Stamm der Ureinwohner im Barossa Valley, Handel zu treiben. Die Rinde der Eukalyptusbäume in diesem Tal war zudem dicker als die der Bäume im Murray-Tal, sodass sie sich besser zum Bau von Kanus verwenden ließ. Die Aborigines nannten den Fluss ursprünglich Taingappa (dt.: Fußweg, Handelsstraße).